# Desa Sumberejo (administrativ by i Indonesien, Jawa Tengah, lat -7,60, long 109,80)
Desa Sumberejo är en administrativ by i Indonesien.   Den ligger i provinsen Jawa Tengah, i den västra delen av landet, 400 km öster om huvudstaden Jakarta. Desa Sumberejo ligger vid sjön Waduk Wadaslintang.